# No Mafia Memorial
Le No Mafia Memorial est un musée situé à Palerme (Sicile), dédié à la mémoire de la lutte contre la mafia. Inauguré en 2019, il résulte d’une collaboration entre la municipalité de Palerme et le Centre sicilien de documentation Giuseppe Impastato (en), une organisation fondée en 1977 engagée dans la dénonciation des activités mafieuses et la valorisation des figures de l’antimafia.
Installé dans le Palazzo Gulì sur la Via Vittorio Emanuele, le musée valorise la mémoire antimafia. À travers récits, documents et témoignages, il transmet l’histoire de celles et ceux qui ont résisté à la mafia au détriment de leur vie.

## Historique

### Contexte
L’ouverture du No Mafia Memorial s’inscrit dans un contexte de réappropriation symbolique de l’espace urbain à Palerme. Après les assassinats des juges Giovanni Falcone et Paolo Borsellino en 1992, un vaste mouvement citoyen s’est développé pour dénoncer les violences mafieuses. La ville de Palerme, notamment sous l’impulsion du maire Leoluca Orlando, a joué un rôle central dans la revalorisation du patrimoine urbain et l’affirmation de son identité de « capitale antimafia ».
Dans cette dynamique, le projet du mémorial a été initié par le sociologue  Umberto Santino et de la chercheuse Anna Puglisi, fondateurs du Centre sicilien de documentation Giuseppe Impastato (en). Santino évoque une « mémoire difficile », en référence aux résistances institutionnelles et culturelles rencontrées pour faire reconnaître et transmettre cette mémoire.
Le musé est installé dans le Palazzo Gulì, un bâtiment historique du XVIIIe siècle, longtemps abandonné, situé sur la Via Vittorio Emanuele, l’un des axes les plus anciens de Palerme. Acquis par la municipalité en 1993, le bâtiment n’a été restauré qu’en 2017. Cette même année, une convention est signée entre la ville et le centre Impastato, permettant d’y établir le mémorial. Le musée ouvre officiellement ses portes en 2019.

## Mission et objectifs
Le musée se donne pour mission d'établir un lien entre les luttes passées contre la mafia et les défis contemporains. Il entend transmettre un héritage culturel et politique et encourager la mobilisation civique. Sa devise, « Se souvenir pour continuer », résume cette volonté de faire de la mémoire un levier d’action.
Selon le maire « le No Mafia Memorial a pour vocation de devenir un lieu d’activités éducatives visant à renforcer la conscience civique et à encourager une citoyenneté active et responsable. Il se veut également un espace de rencontre, de co-construction et d’animation sociale, impliquant la communauté locale ainsi que des interlocuteurs nationaux et internationaux ».
Cette orientation se manifeste dans l’approche muséographique, qui distingue les figures des victimes et des auteurs, et valorise l’engagement des personnes assassinées par la mafia. Le mémorial développe également une activité pédagogique, en accueillant régulièrement des groupes scolaires pour des ateliers de sensibilisation à la culture de la légalité.

### Expositions permanentes

#### Histoire la mafia en Sicile
Le No Mafia Memorial présente une exposition permanente consacrée à l’histoire de la mafia en Sicile et aux réponses sociales, politiques et judiciaires qui lui ont été opposées. Conçue à partir des archives du centre sicilien de documentation Giuseppe Impastato, elle rassemble documents, photographies et témoignages illustrant l’engagement de magistrats, journalistes, militants et citoyens contre la criminalité organisée. Un mur de portraits rend hommage aux victimes civiles.

#### No Mafia Emotion 3.0
Parmi les expositions, figure No Mafia Emotion 3.0, inaugurée en 2021. Cette installation propose une expérience sensorielle destinée à sensibiliser, en particulier les jeunes, aux conséquences du phénomène mafieux. Composée de quatre espaces thématiques, elle mêle archives sonores et visuelles, projections de grande taille et interactions numériques. Le visiteur y découvre les grandes étapes de la Cosa Nostra, les figures du crime organisé, ainsi qu’un hommage aux victimes,.
Selon le maire de Palerme, Leoluca Orlando, cette exposition constitue « un chemin de libération », car, affirme-t-il, « même les personnes les plus posées en ressortent avec une grande colère ». L’approche immersive cherche à susciter une implication émotionnelle pour encourager une prise de conscience citoyenne,.

### Critiques et tensions internes
L’organisation du musée reflète aussi les tensions internes au mouvement antimafia. Le centre Impastato, porteur du projet, se positionne de manière critique vis-à-vis des formes de récupération politique de la mémoire antimafia, y compris par les institutions locales. Certains éléments de l’exposition, comme l’absence de contextualisation de certaines images ou le recours à des références implicites à des controverses intellectuelles (notamment avec l’écrivain Leonardo Sciascia), révèlent un discours parfois complexe à décrypter pour les visiteurs non avertis.

### Actions commémoratives et collaborations
En 2017, à l’occasion du 40e anniversaire de l’assassinat du journaliste Mario Francese par la mafia, le No Mafia Memorial a accueilli une exposition réalisée par des élèves du lycée Damiani Almeyda de Palerme. Composée de 28 panneaux, elle retraçait la vie et l'engagement du journaliste judiciaire, figure emblématique de la lutte pour la vérité sur Cosa Nostra. Cette initiative s’inscrivait dans la vocation pédagogique du musé, qui vise à transmettre la mémoire des victimes de la mafia et à sensibiliser les jeunes générations aux valeurs de la légalité et du journalisme d’enquête. 
En 2023, le No Mafia Memorial s’est associé aux associations Centro Impastato, UdiPalermo et Museo Sociale Danisinni pour porter le projet Per ricordare Emanuela Sansone. Celui-ci a abouti à l'installation d’une plaque commémorative en hommage à Emanuela Sansone, assassinée en 1896 à Palerme, considérée comme la première femme victime de la mafia. La cérémonie s’est tenue via Sampolo 20, à l’endroit même du meurtre, en présence du maire Roberto Lagalla.